# Herb Związku Niemieckiego

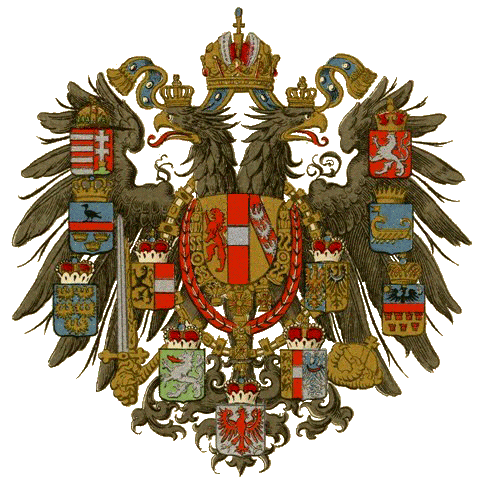
Godło Cesarstwa Austriackiego z herbami ziem należącymi do Imperium

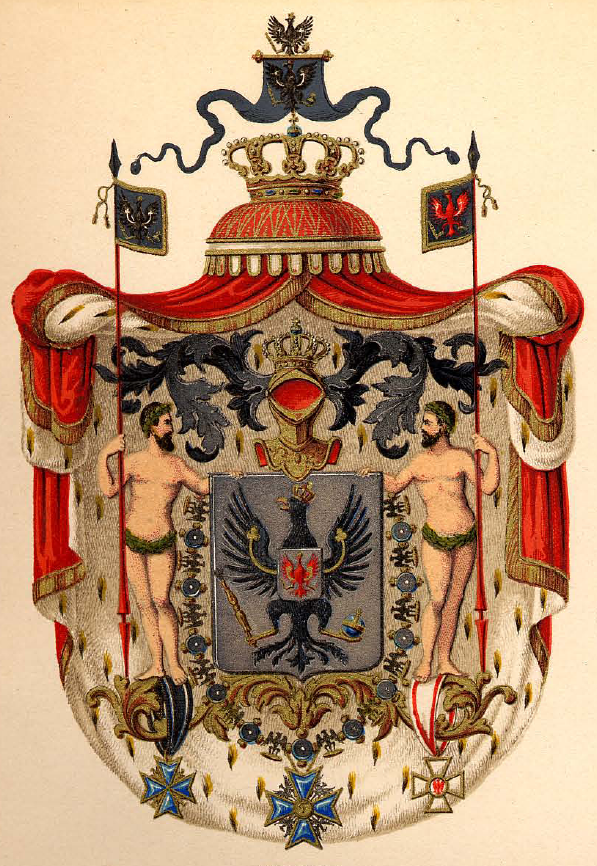
Herb Królestwa Prus konkurenta Cesarstwa w Związku Niemieckim

Herb Związku Niemieckiego

Na Kongresie Wiedeńskim w 1815 r. w miejsce Świętego Cesarstwa Rzymskiego utworzono Związek Niemiecki, na którego czele stanęło Cesarstwo Austrii. Herb Austrii używany był do wydarzeń Wiosny Ludów.
Podczas rewolucji marcowej 1848 r. dawny, zmodyfikowany orzeł cesarski stał się symbolem niemieckiego dążenia do zjednoczenia Niemiec, będąc herbem Związku. Decyzję tę usankcjonował Parlament frankfurcki 12 listopada 1848 r.
Herb ten obowiązywał do rozwiązania Związku Niemieckiego w 1866 r.

## Herby ziem należących do Związku Niemieckiego w latach 1815–1866

### Ziemie należące do Cesarstwa Austriackiego

Królestwo Czeskie
Margrabstwo Moraw
Arcyksięstwo Austrii
Księstwo Styrii
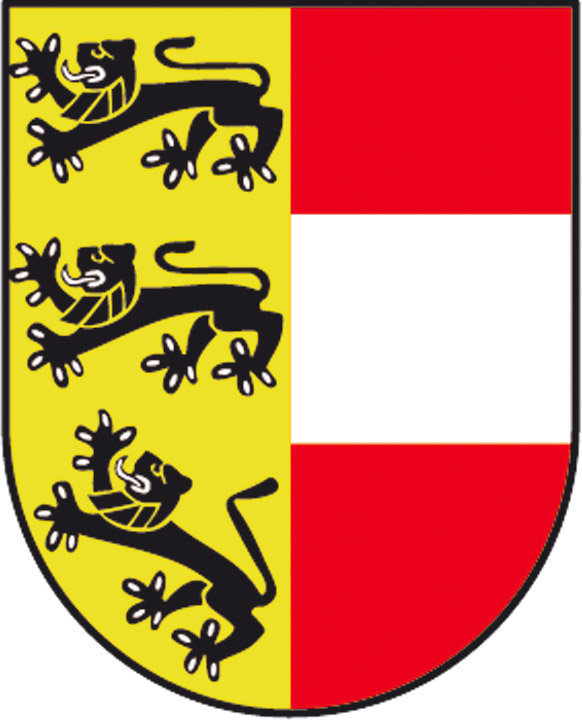
Księstwo Karyntii
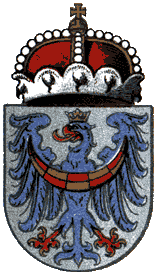
Księstwo Krainy
Księstwo Salzburga
Księstwo Górnego i Dolnego Śląska
Książęce Hrabstwo Tyrolu
Vorarlberg
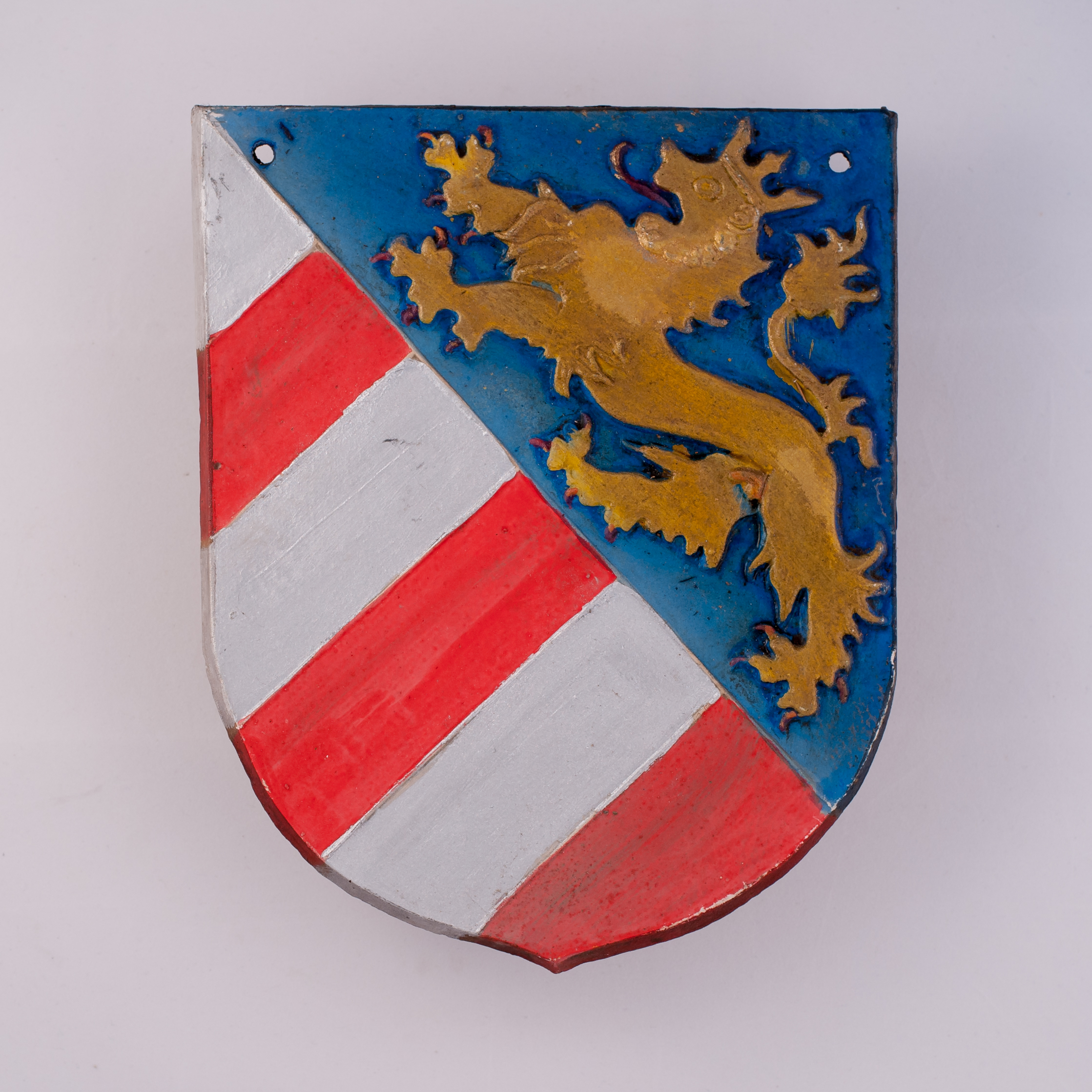
Książęce Hrabstwo Gorycji i...
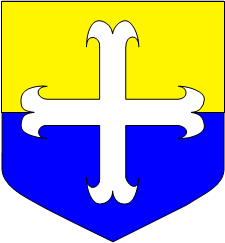
... Gradyski
Margrabstwo Istrii
Wolne cesarskie miasto Triest

### Ziemie należące do Królestwa Pruskiego

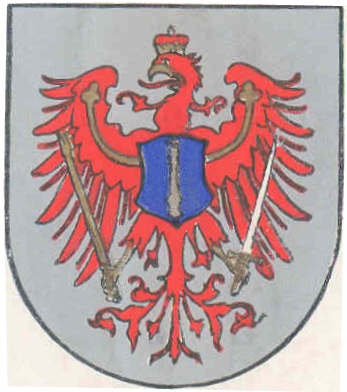
Prowincja Brandenburgia
Prowincja Pomorze
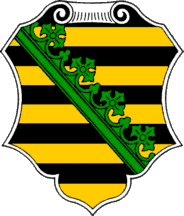
Prowincja Saksonia
Prowincja Śląsk
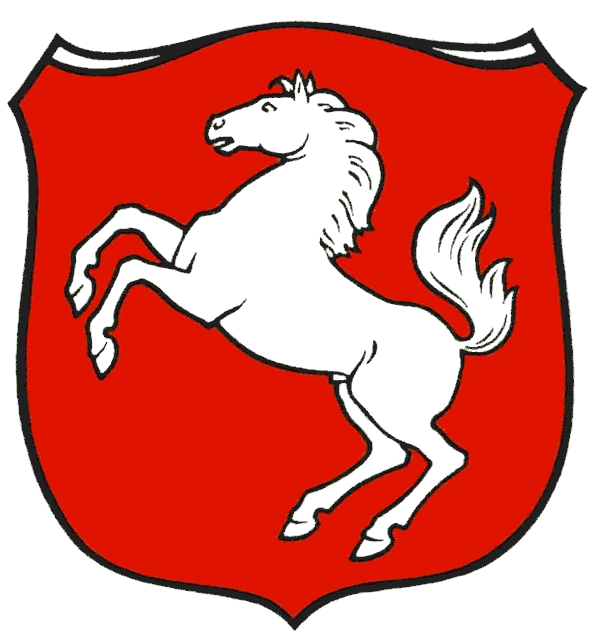
Prowincja Westfalia
Prowincja Nadrenia

### Inne kraje należące do Związku Niemieckiego

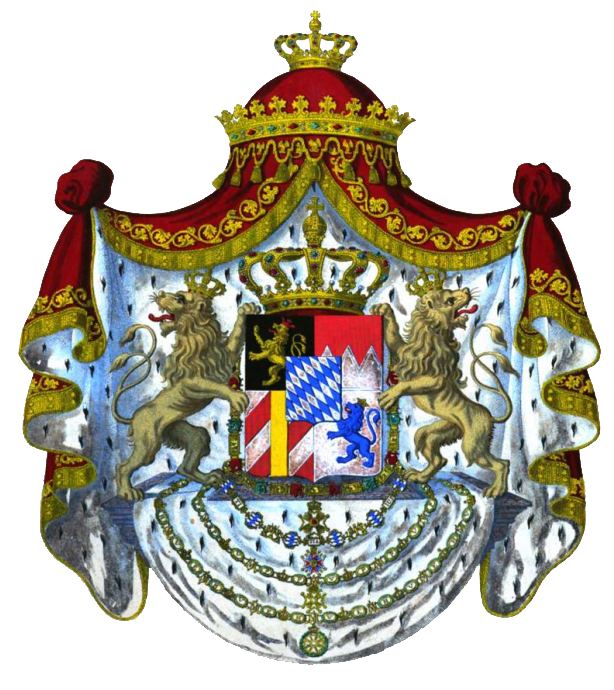
Królestwo Bawarii
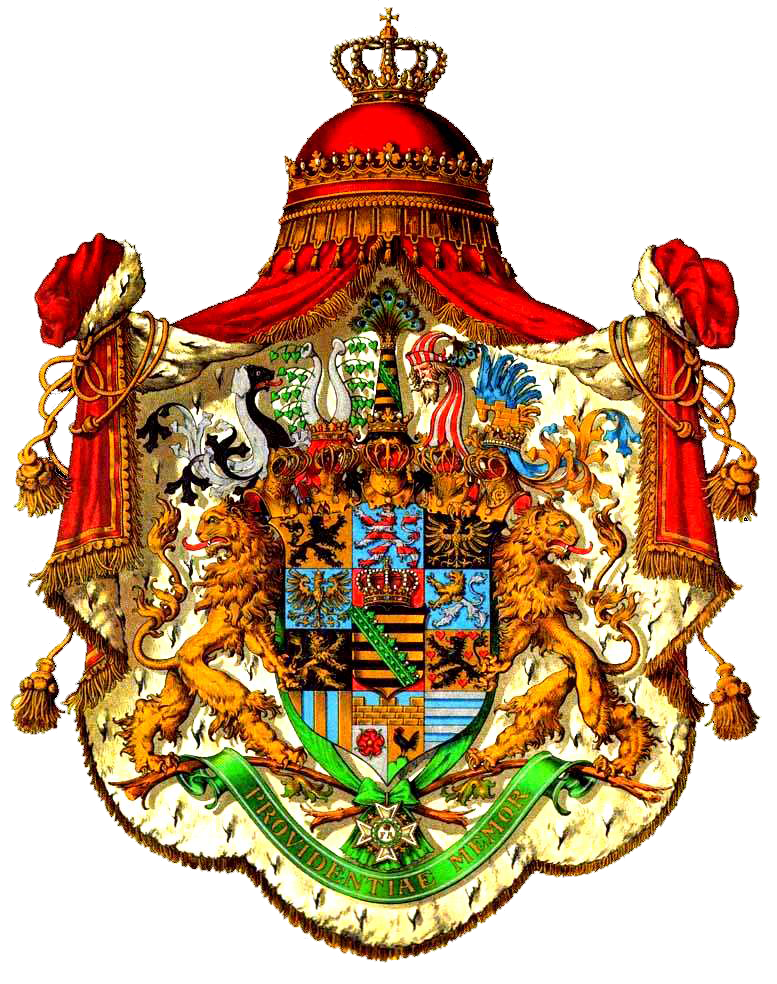
Królestwo Saksonii
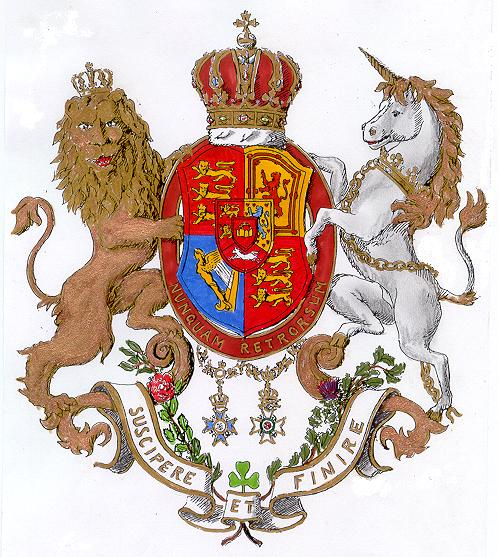
Królestwo Hanoweru
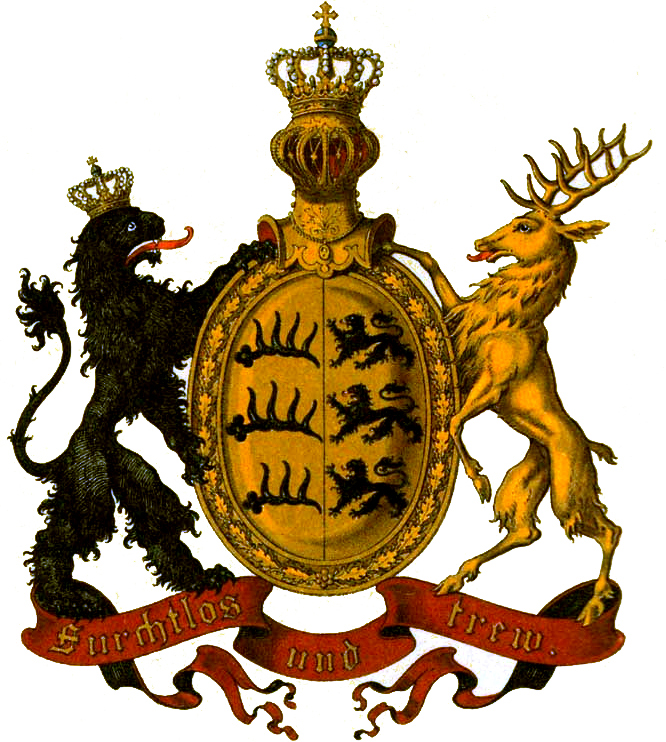
Królestwo Wirtembergii
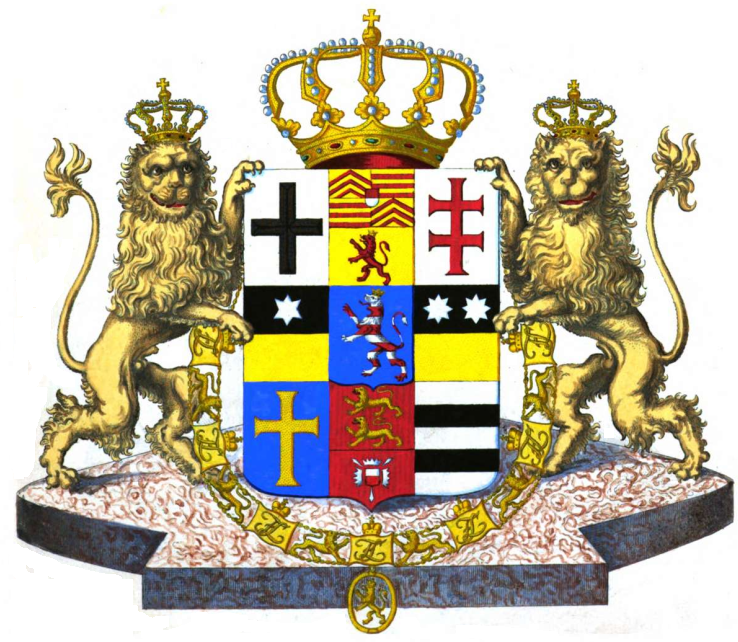
Elektorat Hesji-Kassel
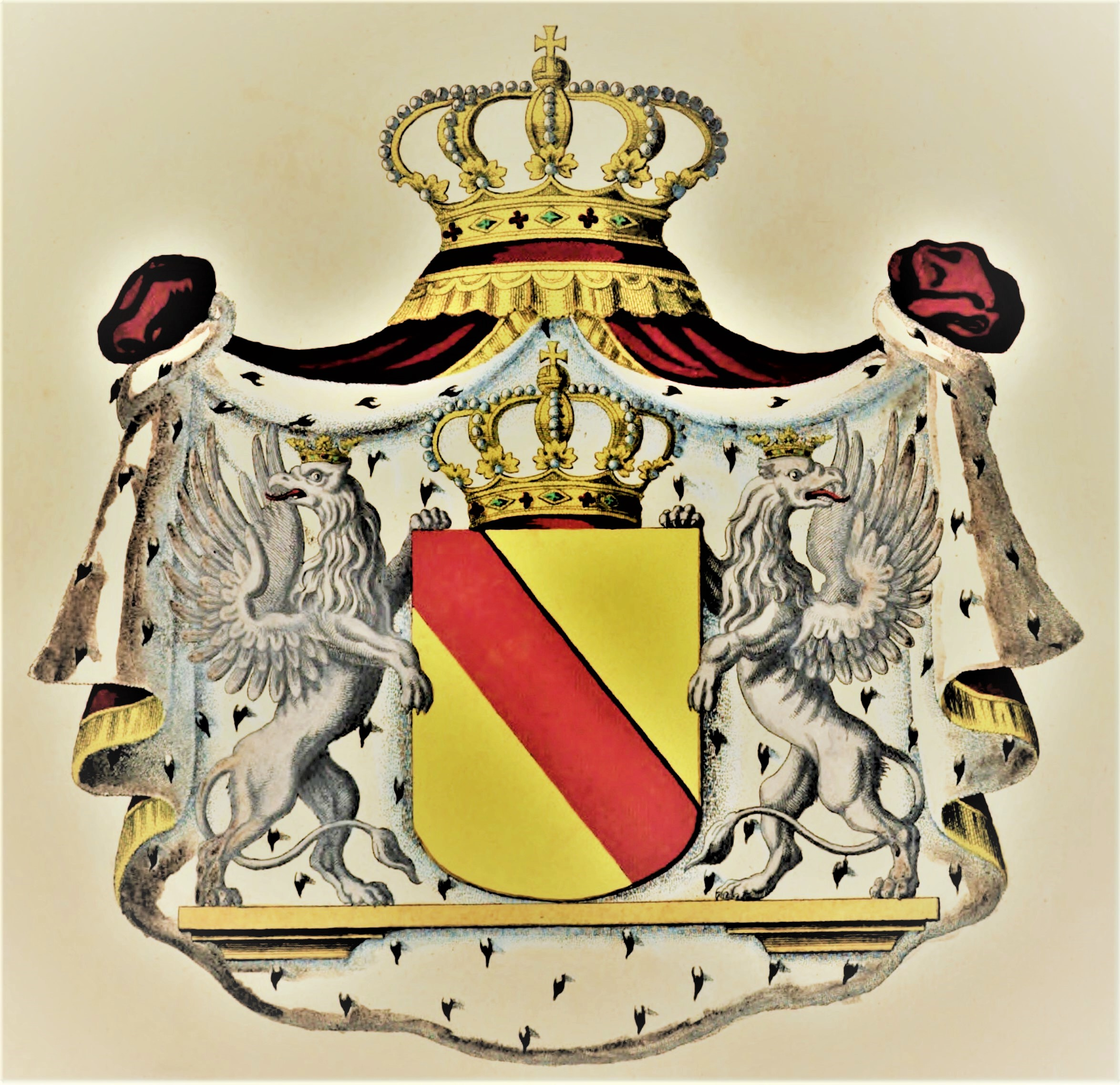
Wielkie Księstwo Badenii
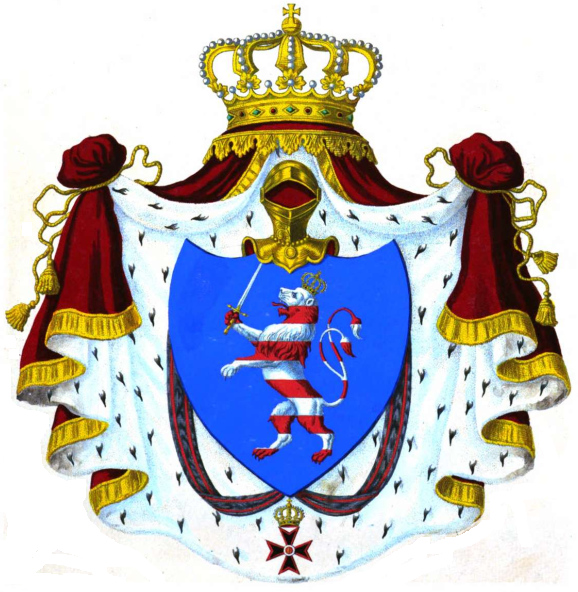
Wielkie Księstwo Hesji
Wielkie Księstwo Meklemburgii-Schwerin i Wielkie Księstwo Meklemburgii-Strelitz
Wielkie Księstwo Sachsen-Weimar-Eisenach
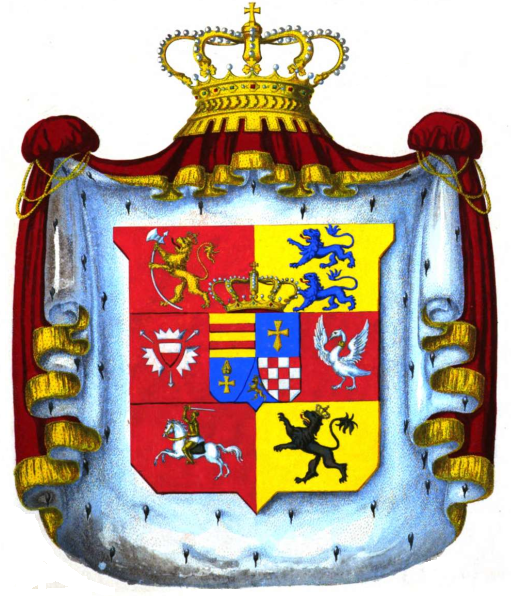
Wielkie Księstwo Oldenburga
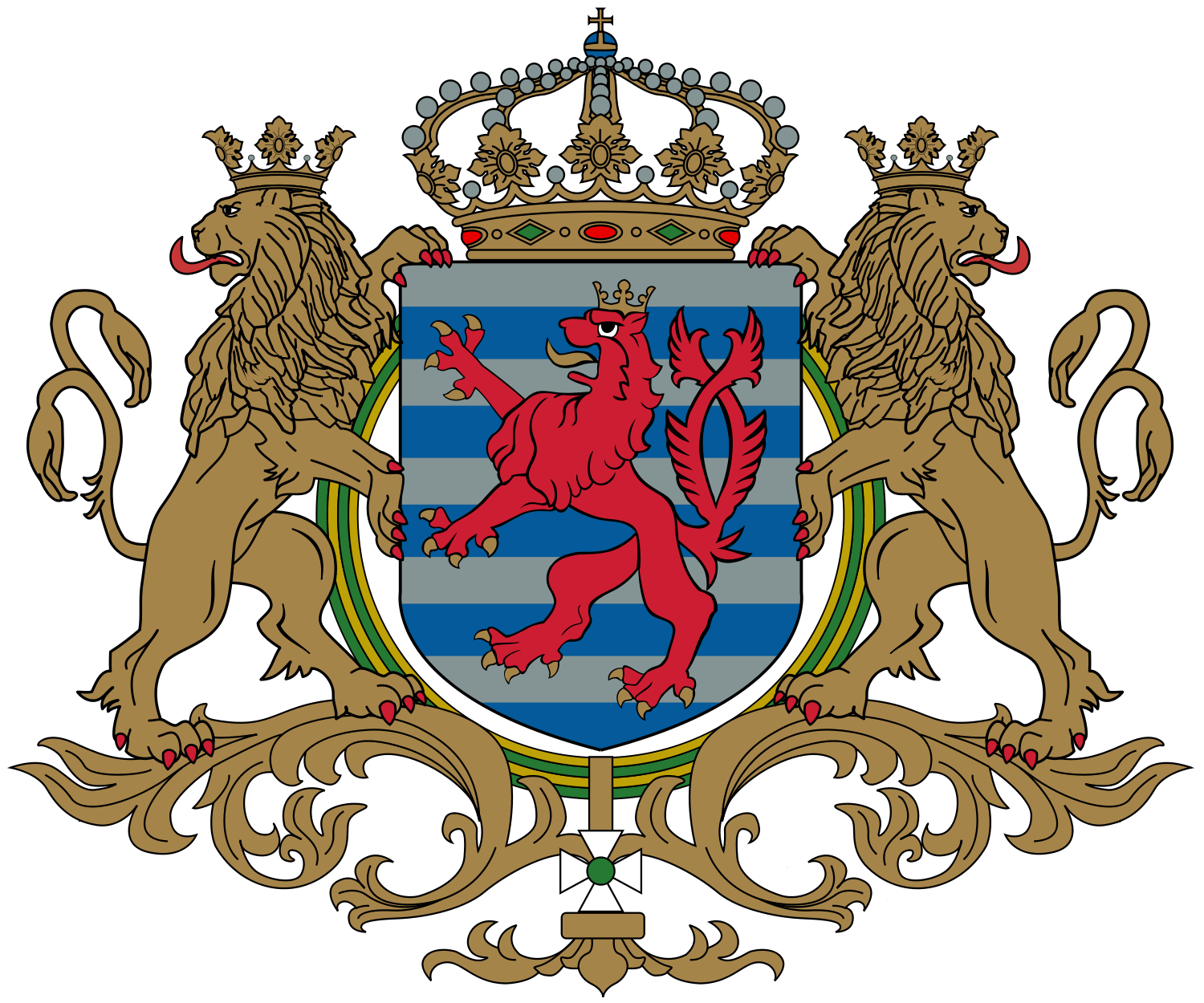
Wielkie Księstwo Luksemburga
Księstwo Limburgii
Księstwo Holsztynu
Księstwo Szlezwiku
Księstwo Brunszwiku
Księstwo Nassau
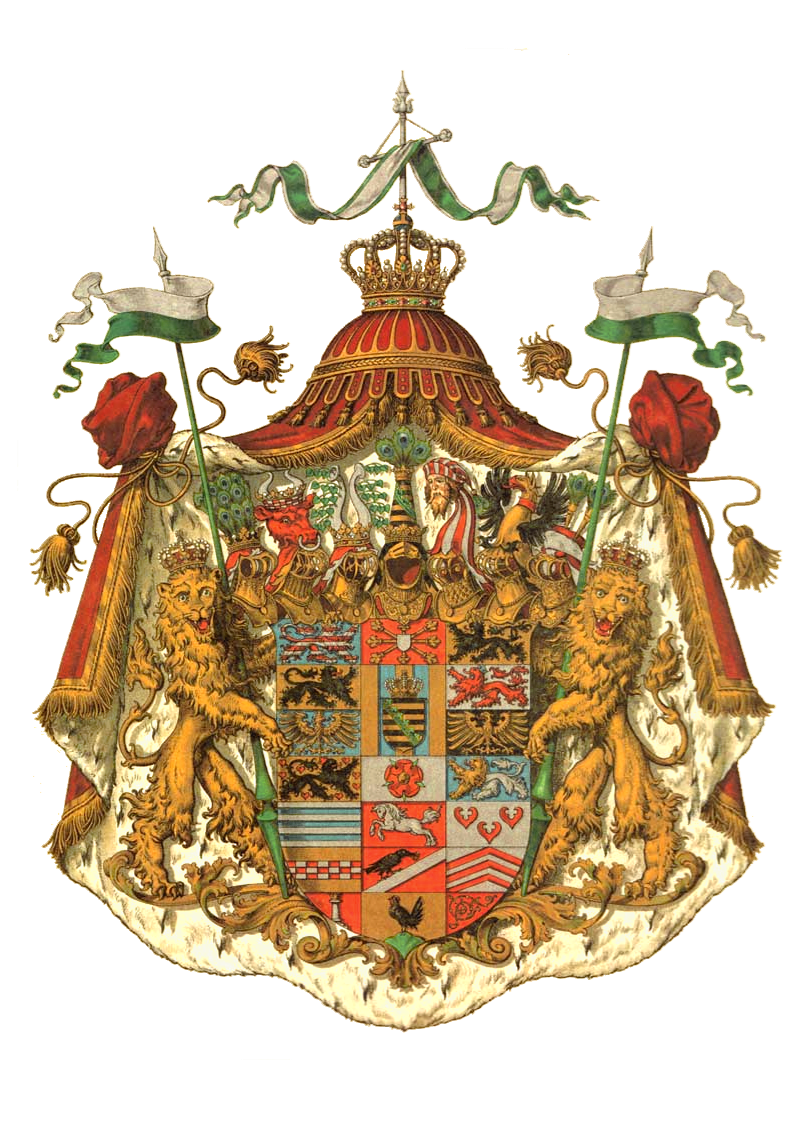
Księstwo Sachsen-Gothy-Altenburga, Księstwo Sachsen-Altenburg, Księstwo Sachsen-Coburg-Gotha, Księstwo Sachsen-Coburg-Saalfeld, Księstwo Sachsen-Meiningen, Księstwo Sachsen-Hildburghausen
Księstwo Anhalt-Dessau, Księstwo Anhalt-Bernburg, Księstwo Anhalt-Köthen
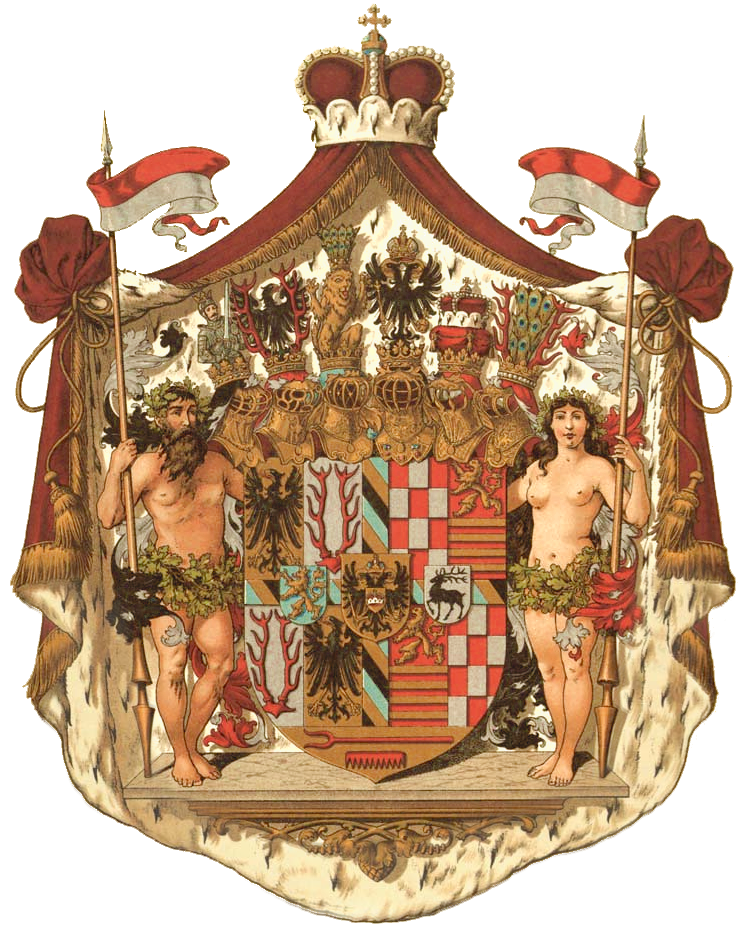
Księstwo Schwarzburg-Sondershausen, Księstwo Schwarzburg-Rudolstadt
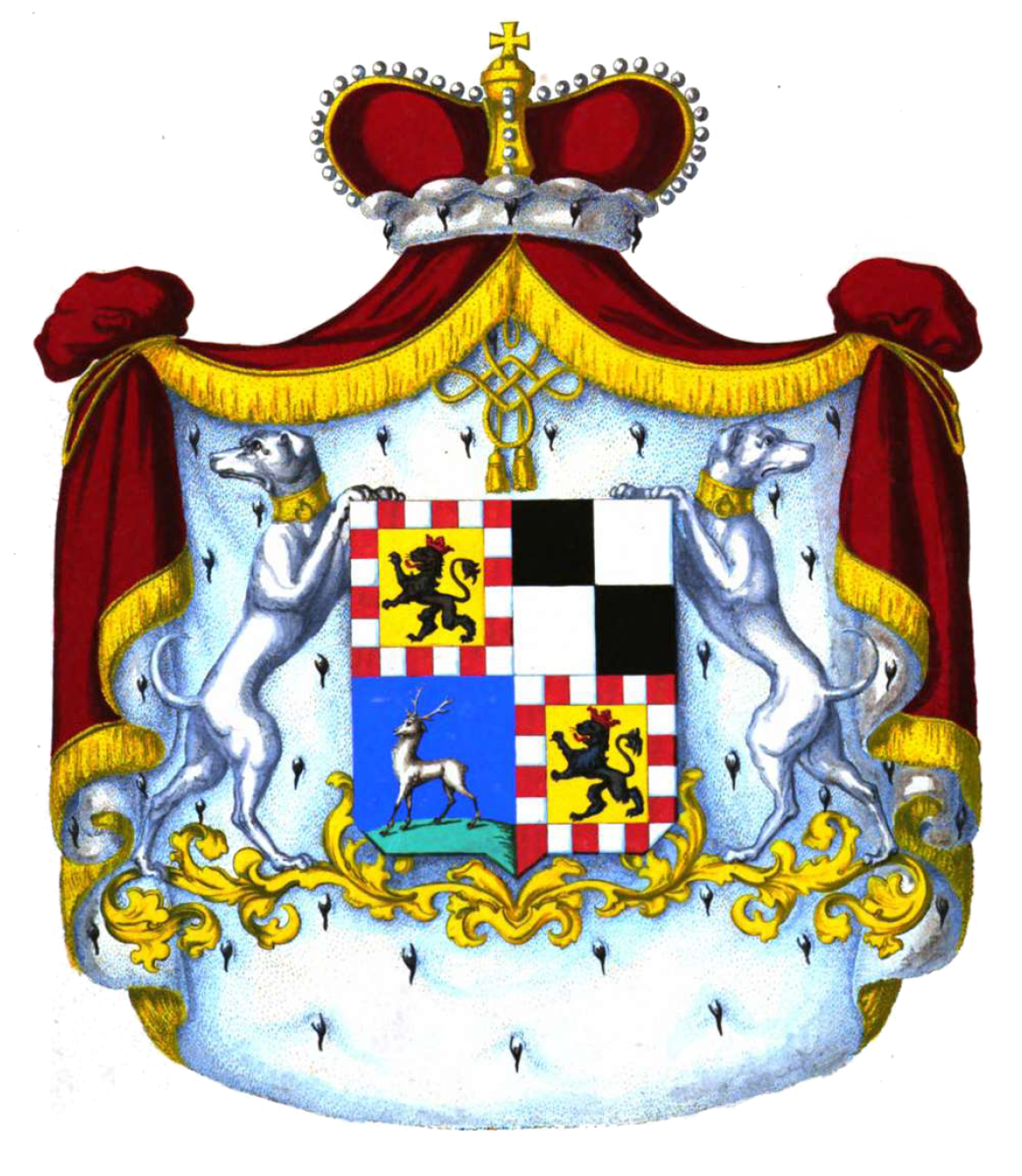
Księstwo Hohenzollern-Hechingen, Księstwo Hohenzollern-Sigmaringen
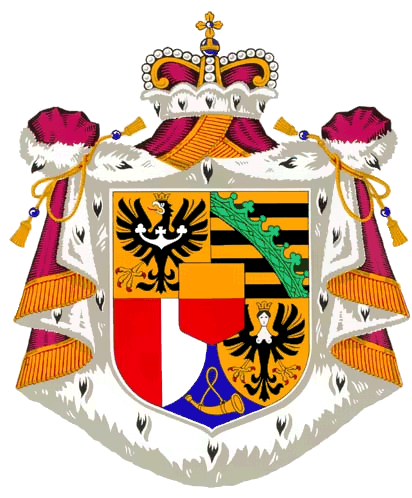
Księstwo Liechtensteinu
Księstwo Waldeck-Pyrmont
Księstwo Reuss-Greiz i Księstwo Reuss-Greiz
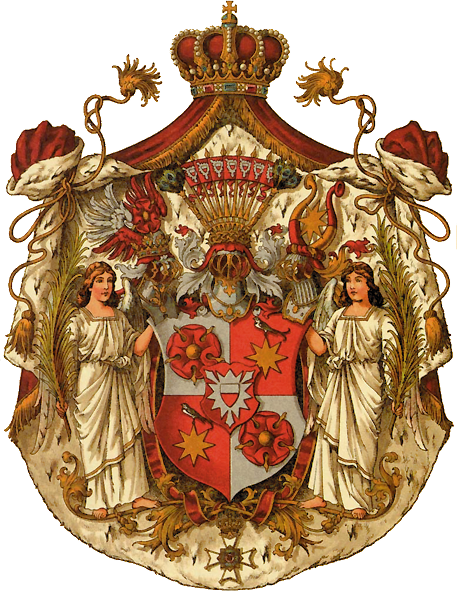
Księstwo Schaumburg-Lippe
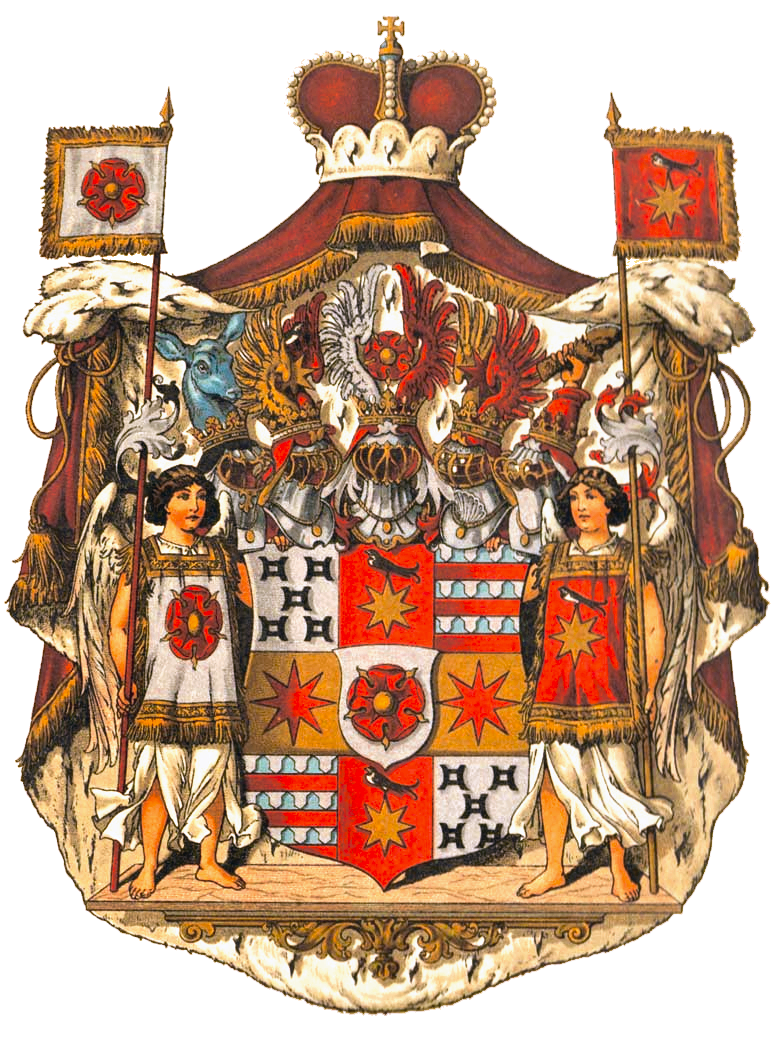
Księstwo Lippe
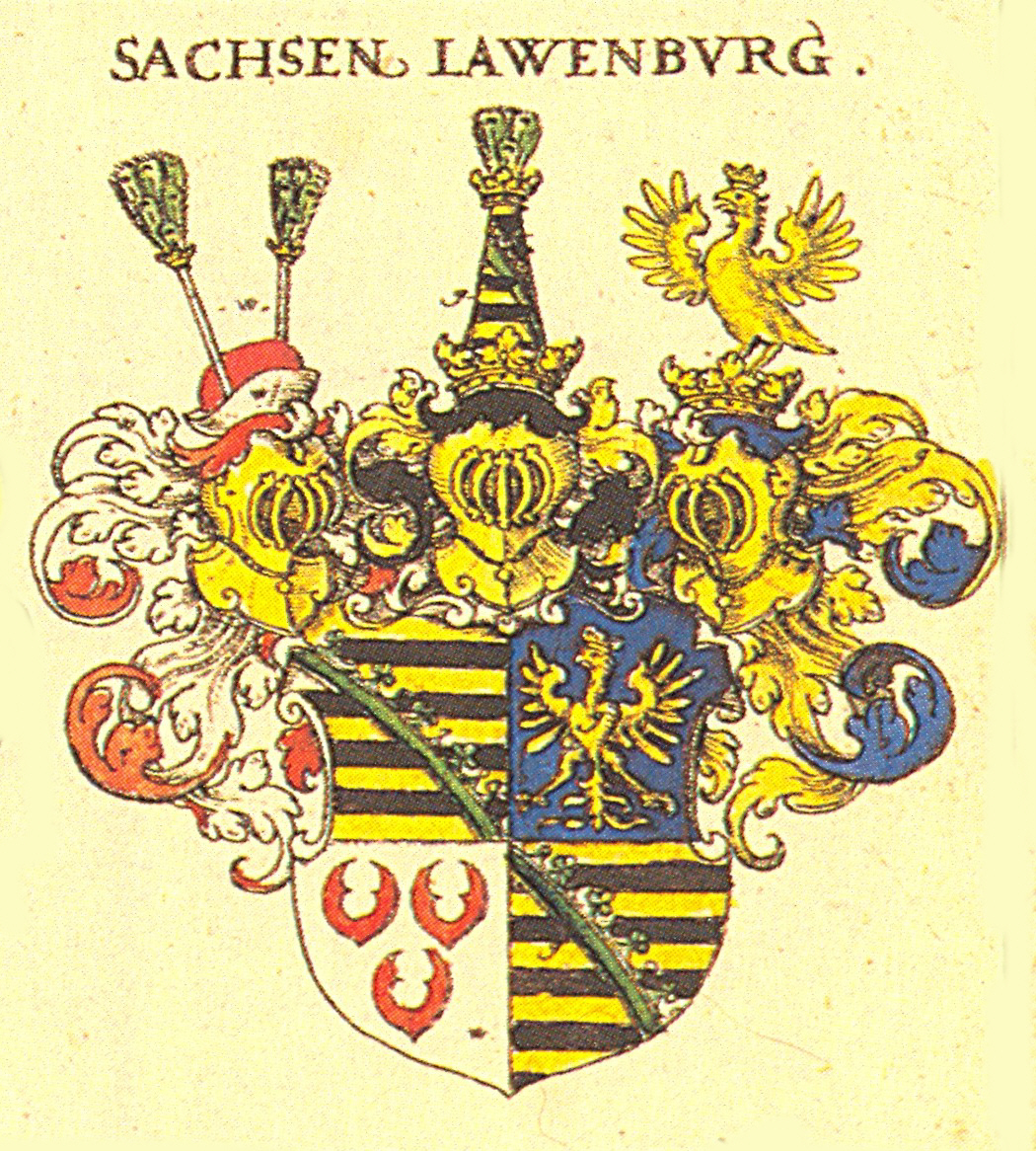
Księstwo Saksonii-Lauenburga
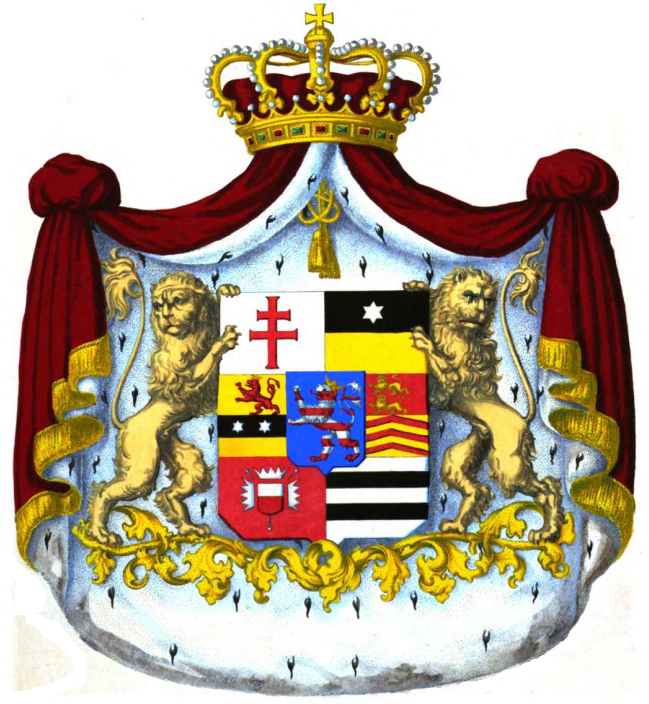
Landgrafostwo Hesji-Homburg
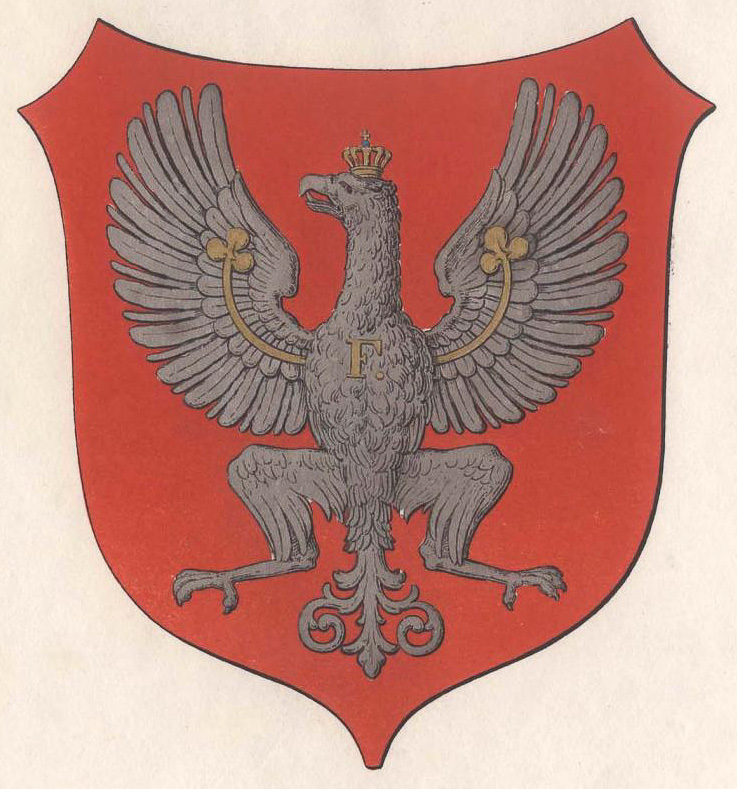
Wolne Miasto Frankfurt
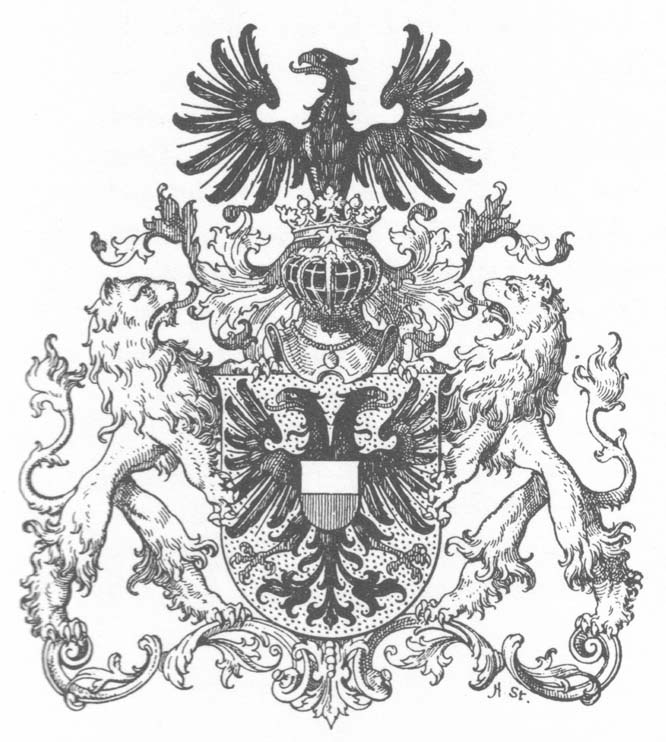
Wolne i Hanzeatyckie Miasto Lubeka
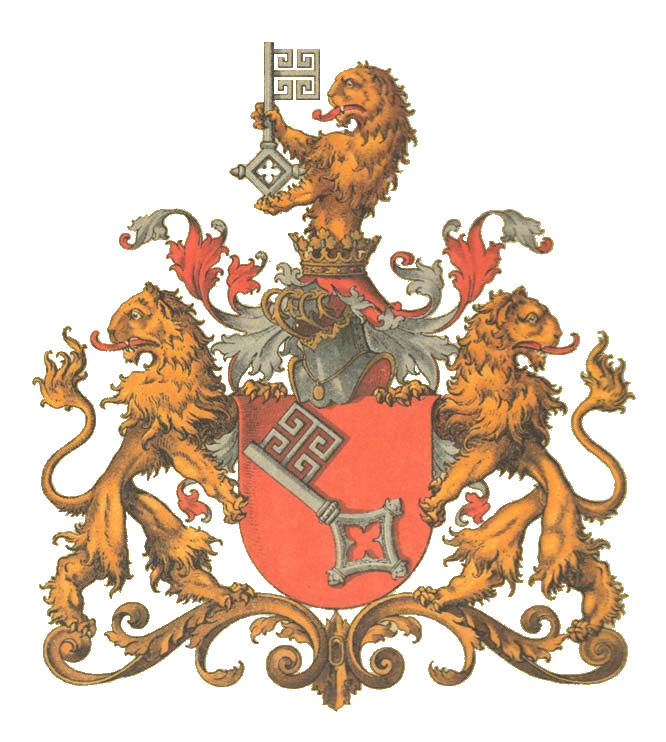
Wolne i Hanzeatyckie Miasto Brema
Wolne i Hanzeatyckie Miasto Hamburg